# Phà Hàm Luông
Phà Hàm Luông là một tuyến phà nằm trên Quốc lộ 60 nối hai bờ phường Bến Tre. Bến phà cách cầu Hàm Luông hiện hữu khoảng 2,3 km về phía hạ lưu.
Phà Hàm Luông là một tuyến phà quan trọng, chủ yếu phục vụ việc di chuyển người và phương tiện qua sông Hàm Luông. Nó đóng vai trò kết nối với các xã thuộc Cù lao Minh, tạo điều kiện thuận lợi cho việc di chuyển và phát triển kinh tế khu vực.
Lúc 7 giờ ngày 25 tháng 4 năm 2010, bến phà chính thức ngừng hoạt động và giải thể ngày 30 tháng 4 năm 2010 sau khi cầu Hàm Luông chính thức được khánh thành.

## Lịch sử hoạt động
Thời điểm chưa có cầu Hàm Luông, phà là phương tiện duy nhất để nối liền hai bờ sông, đóng vai trò cực kỳ quan trọng trong giao thông và đời sống của người dân khu vực sông Hàm Luông. Người dân, xe cộ, hàng hóa đều phụ thuộc vào tuyến phà này mỗi ngày.
Vào giờ cao điểm hoặc dịp lễ Tết, phà thường xuyên quá tải, người và xe chen chúc đến mức phải thêm cầu phao nổi dự phòng cho phà có thêm bến cặp vào để giải phóng hành khách và phương tiện.
Vào năm 1960, phà Hàm Luông được cải tiến với kiểu bến quay, tức là khi xe ô tô chạy xuống bến, nếu mũi phà quay về hướng nào thì nhân viên sẽ xoay đầu xe theo hướng đó. Phà lúc này được làm bằng sắt từ khung đến sàn, có mui che và chạy bằng động cơ thủy. Một chiếc phà có thể chở được nhiều ô tô cùng lúc.
Trước năm 1980, mỗi giờ chỉ có một chuyến phà, bắt đầu từ 4 giờ sáng đến 7 giờ tối là ngừng. Ngoài khoảng thời gian này, nếu có nhu cầu thì phải dùng phà chạy đột xuất. Những chuyến phà đột xuất thường chỉ được dùng trong các trường hợp đặc biệt, như chở người bệnh nặng từ phía Mỏ Cày sang thị xã Bến Tre (nay là phường Bến Tre), hoặc đưa đón cán bộ đi công tác về trễ.